# Нам Хьон Хий
Нам Хьон Хий (кор. 남현희, нар. 29 вересня 1981) — південнокорейська фехтувальниця, олімпійська медалістка.

## Виступи на Олімпіадах
| Олімпіада   | Дисципліна       | Місце |
| ----------- | ---------------- | ----- |
| Афіни 2004  | рапіра, особисті | 8     |
| Пекін 2008  | рапіра, особисті | 2     |
| Лондон 2012 | рапіра, особисті | 4     |
| Лондон 2012 | рапіра, командні | 3     |
| Ріо 2016    | рапіра, особисті | =17   |